# Placa de Dubrovnik
La Placa (pronunciat ['platsa]) o Stradun, a Dubrovnik, és el carrer central de la ciutat vella (Grad o Stari Grad), entorn de la qual va créixer la ciutat actual, especialment després del terratrèmol de 1667. El nom popular del carrer deriva de l'italià piazza ('plaça'), en el sentit de centre neuràlgic. També és d'origen italià Stradun, derivat de stradone, 'carrer gran'. Està envoltada per les muralles de la ciutat.
El carrer era ple de palaus o cases senyorials (avui dia encara es conserven i tenen un aspecte elegant però més modest). Gairebé a cada casa hi ha un comerç i els turistes recorren el carrer en gran nombre. El partit polític croat HDZ té la seu en un dels palauets.
El carrer s'inicia a la porta de Pile, amb la font d'Onofrio a mà dreta i el convent franciscà a l'esquerra. Acaba a la plaça de la Llotja (Luža), amb la columna de Rotllan (pedestal de la bandera de la República de Ragusa) i l'església de Sant Blai a mà dreta i el Palau o Arxiu Sponza a l'esquerra, i enfront de la torre del rellotge.